# Leptodactylodon ovatus
Leptodactylodon ovatus es una especie de anfibios de la familia Arthroleptidae.
Habita en Camerún y Nigeria.
Su hábitat natural incluye bosques tropicales o subtropicales secos y a baja altitud y ríos.
Está amenazada de extinción por la pérdida de su hábitat natural.